# Розов, Григорий Михайлович
Григо́рий Миха́йлович Ро́зов (1808, возможно, Новгород — 4 февраля 1853, Санкт-Петербург) — русский востоковед первой половины XIX века, специалист по маньчжурскому, китайскому и монгольскому языку, средневековой истории Китая и сопредельных государств. После смерти его наследие оказалось невостребованным и практически забытым, его вклад в развитие российской и мировой науки был оценен в конце XX века после опубликования выполненного им перевода «Истории Цзинь».

## Биография
Ранняя его биография практически неизвестна. Происходил из духовного сословия Новгородской губернии, место его рождения точно неизвестно. 21 года от роду окончил Новгородскую духовную семинарию, и дал согласие вступить в Пекинскую духовную миссию на должность псаломщика (официально был зачислен на эту должность 26 декабря 1829 года). Причиной, видимо, было тяжёлое материальное положение. Получив 250 рублей подъёмных от начальства семинарии, Григорий Розов отправился в Петербург где комплектовался состав XI Духовной миссии, и для изучения китайского языка был приставлен к переводчику Азиатского департамента — Иакинфу (Бичурину).
Миссия отправилась в Пекин через Сибирь и Монголию. В Кяхте миссионеры оказались в конце лета. Власти Китая тогда оказывали русским миссионерам всяческое содействие, а глава миссии — архимандрит Вениамин (Морачевич) — был зачислен в Пекине преподавателем казённого училища русского языка. В конце июня 1831 года миссия обосновалась в столице Китая. Тяжёлый климат и бытовая неустроенность привела к тому, что через год студент миссии Курляндцев был отправлен в Россию, а Г. Розов подал прошение о зачислении его студентом на освободившееся место. Однако решение об этом могли принять только в Петербурге, и лишь 20 марта 1833 года Г. М. Розов был исключён из духовного звания и был утверждён в качестве студента; в будущем ему предстояло служить в Азиатском департаменте. Получив звание студента, он одновременно получил премию в размере годичного оклада, и мог самостоятельно покупать книги и нанимать учителей. В сентябре 1833 года он получил низший гражданский чин коллежского регистратора.
К 1835 году определился основной научный интерес Розова — маньчжурский язык. Видимо это произошло из-за того, что его учителем был образованный специалист по фамилии Сэ, служивший в государственной комиссии по составлению истории правящей династии. Под руководством Сэ Г. М. Розов стал заниматься переводом маньчжурских исторических трудов и одновременно занялся составлением русско-маньчжурского словаря и грамматики. В 1836 году он остановился на переводе истории династии Айсин-Гурунь, по-китайски именуемой Цзинь. Хотя перевод осуществлялся с маньчжурского языка, но Г. М. Розов для контроля и правильного понимания тёмных мест пользовался и китайским текстом, два издания которого сохранились в его личной библиотеке.
Руководство миссии поощряло учёные занятия Розова, поскольку научные достижения участников миссии учитывались при оценке успешности её результатов. 4 сентября 1836 года Совет миссии произвёл Григория Михайловича в губернские секретари, чин XII класса. Очередной чин — коллежского секретаря — Розов получил 4 сентября 1839 года, ещё до отправления миссии обратно в Россию.
После возвращения в Кяхту летом 1841 года, Розов познакомился с дочерью служащего таможни — Христиной Александровной Михайловой, и принял решение жениться на ней, однако мог это сделать только с разрешения петербургского начальства. Весной 1842 года участники XI Пекинской миссии прибыли в Петербург; 2 мая 1842 года Розов был зачислен в Азиатский департамент переводчиком с маньчжурского языка. Он был удостоен пожизненной пенсии в 500 рублей в год, чина титулярного советника и орденом св. Станислава III степени.
В январе 1844 года Г. М. Розов подал начальству Азиатского департамента рапорт о желании вступить в брак с Х. А. Михайловой и получил согласие. После женитьбы (у супругов было трое детей), Г. М. Розов осуществлял перевод официальных документов с маньчжурского языка, получая в Азиатском департаменте жалованье 600 рублей в год, не считая наградного пенсиона. После кончины брата-священника, он воспитывал трёх его дочерей — своих племянниц.
За 15-летнюю беспорочную службу в 1848 году Г. М. Розов был награждён знаком отличия, и был командирован для преподавания маньчжурского языка членам XIII Духовной миссии. В декабре 1848 года за усердие в обучении членов миссии, Розов был премирован 600 рублями.
В начале 1850-х годов резко ухудшилось здоровье учёного. Подорванное ещё в Пекине, оно окончательно расстроилось от петербургского климата. 4 февраля 1853 года Г. М. Розов скончался в возрасте 45 лет, начальство предоставило его вдове пенсию и определило троих детей в казённые учебные заведения.

## Научное наследие
Сформировавшись как учёный в Пекине, Г. М. Розов приехал в Петербург в период подъёма научного китаеведения в России. О круге интересов учёного позволяет судить его библиотека маньчжурских и китайских книг, составленная в Китае. После его смерти она была приобретена Азиатским департаментом, и позднее поступила в фонд публичной библиотеки. В составе библиотеки были издания исторических трудов, в том числе Тунцзянь ганму (в 120 книжках-бэнях), «Мин ши» в 111 бэнях, рукопись редкого сочинения «Очерк последнего периода Минской династии» и т. д. Богато были представлены классические китайские каноны в разных изданиях, в том числе с параллельным маньчжурским текстом, его также интересовали географические труды и классические китайские романы, в том числе «Сон в красном тереме» и эротический «Цзинь, Пин, Мэй». Самую большую часть библиотеки составляли филологические издания, в том числе классический словарь «Канси цзыдянь» в 11 бэнях, китайские учебники для первоначального изучения маньчжурского языка, маньчжуро-китайские разговорники, 36-томный перевод образцовых китайских классиков на маньчжурский язык, трёхъязычные маньчжуро-китайско-монгольские словари, и многое другое.
В Петербурге пекинские занятия Г. М. Розова по переводу китайской и маньчжурской классики не нашли продолжения, он не пытался публиковать уже подготовленные переводы, как это делал Иакинф Бичурин. Возможно это объяснялось отсутствием возможности публиковаться за собственный счёт, поскольку исторические источники азиатских народов были мало интересны образованной публике XIX века. Помимо переводов официальной документации для Азиатского департамента, Г. Розов готовил аналитические материалы о ходе «Опиумных войн», ходе подписания неравноправных договоров западных держав, оценке китайских дел в западной прессе и т. д., что отнимало почти всё его время.
Современники сравнивали Г. Розова с Иакинфом, впервые об этом писал синолог Аввакум (Честной), знавший обоих:

«История династии Гинь или Цзинь (Золотой)», переведённая на русский язык Г. Розовым, будет не менее и не хуже «Истории четырёх ханов из рода Чингисова», переведённой о. Иакинфом.
Перевод «Истории Золотой империи» был подготовлен к печати сотрудниками Новосибирского научного центра АН СССР ещё в конце 1970-х годов, но по разным причинам так и не вышел в свет. Наконец, он был опубликован в 1998 году Институтом археологии и этнографии СО РАН с комментариями А. Г. Малявкина. Для этого издания академик В. С. Мясников написал первую биографию Г. М. Розова, основанную на редких архивных материалах.

### Издание труда Г. М. Розова
- История Золотой империи / Пер. Г. М. Розова, коммент. А. Г. Малявкина. — Новосибирск: Изд. Института археологии и этнографии СО РАН, 1998. — 288 с. — ISBN 5-7803-0037-2.

### Исследования
- Малявкин А. Г. Маньчжурский вариант хроники государства Аньчунь-Гурунь // Известия СО АН СССР. Серия общих наук. — 1977. — № 1, вып. 1.
- Мясников В. С. Русский маньчжуровед Г. М. Розов // История Золотой империи / Пер. Г. М. Розова, коммент. А. Г. Малявкина. — Новосибирск: Изд. Института  археологии и этнографии СО РАН, 1998. — С. 28—33.